# Social 50
Social 50 — тижневий американський хіт-парад музичних виконавців, що публікується в часописі «Білборд» починаючи з 2010 року.
Чарт Social 50 було започатковано в грудні 2010 року. Новий хіт-парад Billboard ставив за мету показати найбільш активних виконавців за даними найбільших соціальних мереж. Для цього підраховувались щотижневі зміни у кількості «друзів», «послідовників» та фанатів на сторінках виконавців, кількість переглядів сторінок, а також кількість прослуховувань пісень та переглядів музичних відео в Інтернеті. Дані збирались з сайтів MySpace, YouTube, Facebook, Twitter та iLike, за допомогою платформи Next Big Sound. За словами представників Billboard та Next Big Sound, хіт-парад мав продемонструвати онлайн-активність, пов'язану з найбільшими світовими музикантами. Результати щотижнево оновлювались на сайті Billboard, а також публікувались в чергових номерах часопису.
Першим виконавцем, що потрапив на вершину чарту Social 50, стала барбадоська співачка Ріанна. Разом з нею у п'ятірку кращих увійшли Джастін Бібер, Емінем, Леді Гага та Нікі Мінаж. Перша позиція Ріанни супроводжувалась потраплянням її пісні «Only Girl (In the World)» на першу сходинку Billboard Hot 100, а альбом Loud дебютував в чарті Billboard 200 на третьому місці.
Протягом наступних десяти років до списку сайтів, за якими збирались дані для Social 50, було додано Instagram, Wikipedia та Tumblr. До 2020 року найбільшу кількість часу на першому місці Social 50 провели Джастін Бібер (163 тижні), Ріанна, Аріана Гранде, BTS та Тейлор Свіфт. До того ж дані взаємодії артистів з соц. мережами використовувались в інших чартах Billboard, зокрема Artist 100 та Emerging Artists, на додаток до показників продажу та прослуховування пісень на радіостанціях.
1 серпня 2020 року рекордсменом за часом, проведеним на першому місці Social 50 — 189 тижнів — став південнокорейський гурт BTS.